# John Pelham (évêque)
Pour les articles homonymes, voir Pelham.
John Thomas Pelham (21 juin 1811 - 1er mai 1894) titré L'Honorable depuis sa naissance, est un membre du clergé anglican britannique.

## Biographie
Il est le troisième fils de Thomas Pelham (2e comte de Chichester) et de son épouse, Lady Mary Henrietta Juliana Osborne, fille aînée de Francis Osborne (5e duc de Leeds). Ses frères aînés sont Henry Pelham (3e comte de Chichester) et Frederick Thomas Pelham, un contre-amiral de la Royal Navy. Il fait ses études à la Westminster School et va ensuite à Christ Church, Oxford, où il obtient un baccalauréat ès arts en 1832 et une maîtrise ès arts quatre ans plus tard. En 1857, il obtient un doctorat en théologie de l'Université d'Oxford.

## Carrière
Il est ordonné en 1834 par Charles James Blomfield, alors évêque de Londres, et occupe le poste de diacre de Eastergate, devenant l'ami d'Henry Edward Manning. En 1837, il est nommé recteur à Bergh Apton jusqu'en 1852, date à laquelle il est transféré en tant que vicaire à Christ Church, Hampstead. Après trois ans, il devient recteur de Marylebone et, en 1857, à la démission de Samuel Hinds, il est consacré 64e évêque de Norwich. À partir de 1847, il est aumônier de la reine Victoria. Il se retire comme évêque en 1893 et passe l'année suivante à Thorpe St Andrew.

## Famille
Le 6 novembre 1845, Pelham épouse Henrietta Tatton, deuxième fille de Thomas William Tatton, et a quatre fils et une fille. Son fils aîné est l'érudit Henry Francis Pelham. Il est décédé en 1894 et est commémoré par un monument dans la cathédrale de Norwich.